# الهجوم الكيميائي على كفر زيتا
الهجوم الكيميائي على كفر زيتا هو هجوم كيمائي حصلَ في 11 نيسان/أبريل 2014 وقد استهدفَ بلدة كفر زيتا في الشمال السوري القابعة تحتَ سيطرة الثوار. حصلَ الهجوم خلالَ أطوار وأحداث الحرب الأهلية السورية وقد تسبّبَ في إصابة نحو 100 شخص؛ خمسة منهم في حالة خطيرة فيما تُوفي ثلاثة آخرين جرّاء استنشاقهم للغازات السامّة. ألقت الوكالة العربية السورية للأنباء – التابعة للحكومة السورية – باللوم على جبهة النصرة واتهمتها باستخدام غاز الكلور السام في حين رفضت المعارضة السورية المُعتدلة هذه الفرضيّة وأكدت على أنّ الجيش النظامي السوري هو المسؤول عمّا حصل من خِلال براميله المتفجرة التي يُلقيها ليلَ نهار على المناطق المدنيّة المأهولة بالسكان من أجلِ الانتقام منهم وإضعاف المعارضة على حد قولِها.

## الخلفية
حصل الهجومُ في بلدة كفر زيتا وهي قرية تقبعٌ تحتَ سيطرة الثوار وتقعُ على بعد إلى الشمال من مدينة حماة. وفقًا لشهود عيان قابلتهم منظمة حظر الأسلحة الكيميائية لتقصي الحقائق؛ فإنّ القرية قد عانت من مئات الهجمات الصاروخية والاعتداءات منذ بداية الصراع في سوريا إلّا أن هذا الهجوم يُعد سابقة خطيرة منذ اندلاع الثورة عام 2011.

## الحادث
وقعَ الهجوم الكيميائي في 11 نيسان/أبريل 2014 بين 18:00 و19:00 بالتوقيت المحلي السوري. حسب بعض الشهود العيان؛ فقد شاهدوا طائرة هليكوبتر تحومُ مباشرة فوقَ القرية قبل أن تُلقي قنبلة من المُحتمل جدًا أنّها كانت محملة بغاز الكلور السام وهوَ الذي تسبب في وقوع كوارث على المدنيين داخل القرية الصغيرة.

## الضحايا
تسبّبَ الهجوم في إصابة نحو 100 شخص؛ خمسة منهم أُصيبوا بجروح خطيرة بينما توفي ثلاث أشخاص آخرين: رجل مسن تعودُ أصوله للمورك وابنته وهي طفلة صغيرة ماتت جرّاء استنشاقها لكميات كبيرة من الغاز السام فيما لم تُحدد هويّة القتيل الثالث إلّا فيما بعد وهي أيضًا فتاة صغيرة.

### الرجل المسن
وفقا لمركز توثيق الانتهاكات في سوريا فإنّ الرجل المسن الذي تُوفيّ جرّاء الهجوم يبلغُ من العمر 70 عاما ويُدعى مصطفى أحمد محمد وهوَ من النازحين. أُصيب في الرأس بسبب القصف بالبراميل المتفجرة على البلدة مما تسبب في وفاته. دُعمَ تقرير مركز توثيق الانتهاكات ببيانٍ من طبيب محلي والطبيب الذي يرأس وزارة الصحة في حماة والذي قالَ إنّ الرجل قد توفيّ جراء إصابات مُتعددة في الرأس.

### ابنة الرجل المسن
وفقًا لمركز توثيق الانتهاكات فقد قُتل خلال الهجوم أيضًا ابنة الرجل المسنّ الوحيدة مصطفى وتُدعى مروة مصطفى أحمد محمد وتبلغُ من العمر 30 سنة. حسبَ ذات التقرير فإنّ مروة عانت من أعراض حادة جرّاء استنشاقها لغاز الكلور السام فنُقلت على وجهِ السرعة إلى مستشفى في تركيا ثمّ توفيت هناك بعد خمسة أيام من الهجوم بسبب استنشاق المواد الكيميائية والغازات السامة.

### الفتاة الصغيرة
وفقًا للطبيب المحلي للقرية؛ فقد قُتلت الطفلة – وهي الثالثة في قائمة القتلى – بعدما عانت من ضيق شديد في التنفس في حين أكّد الطبيب التابع لوزارة الصحة في مدينة حماة أنّ هذهِ الطفلة قد ماتت جرّاء إصابات في الرأس.

## المعلومات الأولية
أذاعَ تلفزيون المعارضة السورية خبر الهجوم وأكّد فيهِ على مقتل شخصين فيما وثّقَ العديد من حالات الاختناق والتسمم.

### مزاعم الحكومة
بحلول يوم السبت الموافق لـ 12 نيسان/أبريل؛ نشرَ التلفزيون السوري نقلًا عن الوكالة العربية السورية للأنباء خبرًا يُفيد بأنّ جبهة النصرة قد استخدمت غاز الكلور السام يوم الجمعة 11 نيسان/أبريل أثناء مهاجمة قرية كفر زيتا ثمّ أضاف: «الهجوم أدى إلى مقتل شخصين مُقابل اختناق 100 آخرين.»

### مزاعم المعارضة
وفقًا لرامي عبد الرحمن المرصد السوري لحقوق الإنسان فإنّ طائرات النظام قصفت بلدة كفر زيتا بالبراميل المتفجرة المُحمّلة بالغازات السامة مما أدى إلى حالات الاختناق والتسمم. هذا الأمر أكّد عليهِ نشطاء حقوقيين آخرين في صفوف المعارضة حيث موضحين أنّ الهجوم الكيماوي حصلَ أثناء القتال الشرس الذي فقدت فيهِ القوات الحكومية السيطرة على عدّة بلدات إستراتيجية على مقربة من خان شيخون.

### مزاعم الشهود العيان
تسارعت وكالات الأنباء العربيّة والدولية لتوثيق ما حصل وخلالَ الحوارت التي قامَ بها بعض المراسلين معَ مجموعة من الشهود العيان؛ قال أحدهم: «لقد تمّ فعلًا استخدام الغازات السامة ولعلّ انتشار الرائحة والدخان خير دليل لكني متأكد أنّ هذه الغازات لم تسقط من أيّ طائرة!» في حين أكّد آخر: «لقد تضرّر المسعفين والمُساعدين أنفسهم وهذا يدل على قوّة الغاز المُستعمل في هذا الهجوم!»

## تعليقات الخبراء
ذكرَ الخبراء أنّ استخدام الكلور ليس بالقاتل مُقارنة بباقي الأسلحة لكنّ استعماله هو بمثابة ضربة تخويفيّة للفصائل الثوريّة وهذا ما أكّدَ عليهِ ديفيد كاي المستشار السابق في الأمم المتحدة ووصل: «تُحذر الدول الغربية دومًا النظام السوري من مغبة استعمال السلاح الكيماوي وحينما يُستعمل مرات ومرات؛ ماذا تفعلُ هذه الدول؟ لم تفعل شيئًا حتى الآن!» جديرٌ بالذكرِ هنا أنّ ديفيد كاي معروفٌ بعلاقاته بالنظامين الأمريكي والبريطاني وكان أحد مؤيدي فرضيّة وجود أسلحة دمار شامل في العراق.

## تحليل
وفقًا لهاميش دي بريتون جوردون مدير الاستشارات والقائد السابق لأحد فروع الجيش البريطاني: «الدلائل القادمة من كفر زيتا مُقنعة جدًا ومن المؤكد أنها ستُدرس بعناية فائقة من قبل المسؤولين.» في السياق ذاته؛ بحثت صحيفة التلغراف في الموضوع وخلصت في نهاية تقريرها إلى التالي: «لقد أثبتت التحقيقات والدلائل بشكلٍ لا لبس فيه أن النظام السوري قد استخدم الكلور والأمونيا ضد المدنيين في آخر أسبوعين إلى ثلاثة أسابيع.» في وجدَ تحقيق مستقل جديد لصحيفة دير شبيغل الألمانيّة أنّ أسطوانات غاز الكلور التي عُثر عليها في عينِ المكان تعودُ لشركة نورينكو الصينية وتابع التقرير: «حصلت سوريا عبرَ إيران على 10,000 عبوة كلور صينية الصُنع ... لقد استُخدمت هذه العبوات في هجوم كفر زيتا. إنّ استيراد الكلور من خلال إيران هو على الارجح واحدة من الطرق القليلة المتبقية في سوريا للحصول على الكلور بالنظر إلى أن كل دول الاتحاد الأوروبي قد حظرت تصدير الكلور إلى سوريا ونفس الأمر فعلتهُ الولايات المتحدة.»

## ما بعد الهجوم
عقبَ الهجوم؛ دعَا الائتلاف الوطني لقوى الثورة والمعارضة السورية منظمة الأمم المتحدة للتحقيق في الحادث ثم عادت مُجددًا ووجهت دعوى أخرى لنفس المنظمة للتحقيق في هجوم كيميائي آخر حصلَ في ضاحية حرستا قُرب دمشق. من جهة أخرى؛ تداولت وسائل إعلام خبر حصول هجمات كيماويّة مماثلة في التمانعة في محافظة إدلب وكذلك في زهراء بالقرب من مدينة حمص في 22 نيسان/أبريل وكذا هجوم آخر في ضاحية داريا وخامس في تلمنس التي تبعدُ حوالي 32 كيلومتر (20 ميل) شمال شرق مدينة كفر زيتا.
في 19 أيار/مايو؛ نشرت وسائل إعلام المعارضة خبر حصول هجوم جديد بالكلور على نفس المدينة وهوَ الهجوم السادس الذي يستهدفُ قرية كفر زيتا في شهرين فقط. نجمَ عن هذا الهجوم مقتل صبي واحد مُقابل اختناقِ 130 آخرين بما في ذلك 21 طفلًا كانوا في حالة حرجة. تكرّر الهجوم مُجددًا في 21 أيار/مايو وقد استهدفَ هذه المرة قرية التمانعة هي الأخرى التي تقعُ على بعد 16 16 كيلومتر (9.9 ميل) من كفر زيتا.
في 20 نيسان/أبريل؛ أكّدَ الرئيس الفرنسي فرانسوا هولاند أن الحكومة السورية قد استخدمت غاز الكلور حيثُ قال: «لدينا مجموعة من المعلومات التي تُؤكد استخدام النظامَ السوري لغاز الكلور لكن ليسَ لدينا دليل!» وأعقبَ هذا في وقت لاحق تصريحَ المتحدثة باسم وزارة الخارجية الأمريكية جين بساكي التي قالت: «نفحص كلّ الأدلة التي قد تُشير إلى استخدام النظام السوري للسلاح الكيماوي ونأخدُ هذا الادعاء على محملِ الجد.» ومع ذلك؛ يرَى أندرو تابلر الخبير في معهد واشنطن لسياسة الشرق الأدنى أنّ أمريكا لن تفعل شيئًا بالرغمِ من تحذيرها دومًا من مسألة السلاح الكيماوي. وفقًا لتحقيق أجرته صحيفة التلغراف بناءًا على عدّة شهادات من الأطباء الذين عالجوا الجرحى فإنّ الهجوم قد تمّ بغاز سام وذلك لترهيب وتخويف الثوار وكسرِ عزيمتهم.